# Ilias Chair
Ilias Chair (Antwerpen, 1997. október 30. –) marokkói válogatott labdarúgó, az angol Queens Park Rangers középpályása.

## Pályafutása

### Klubcsapatokban
Chair a belgiumi Antwerpen városában született. Az ifjúsági pályafutását a Club Brugge és a JMG Academy csapatában kezdte, majd a Lierse akadémiájánál folytatta.
2015-ben mutatkozott be a Lierse felnőtt keretében. 2017-ben az angol másodosztályban szereplő Queens Park Rangers szerződtette. Először a 2017. december 2-ai, Preston North End ellen 1–0-ra elvesztett mérkőzésen lépett pályára. Első gólját 2018. április 28-án, a Birmingham City ellen hazai pályán 3–1-re megnyert találkozón szerezte meg. A 2018–19-es szezon második felében a Stevenage csapatát erősítette kölcsönben.

### A válogatottban
Chair az U20-as és az U23-as korosztályú válogatottakban is képviselte Marokkót.
2021-ben debütált a felnőtt válogatottban. Először a 2021. június 8-ai, Ghána ellen 1–0-ra megnyert mérkőzés 76. percében, Adel Taraabtt váltva lépett pályára. Első válogatott gólját 2021. október 6-án, Bissau-Guinea ellen 5–0-ás győzelemmel zárult VB-selejtezőn szerezte meg.

## Statisztikák
2023. május 8. szerint
| Klub                   | Szezon   | Osztály      | Bajnokság | Bajnokság | Kupa  | Kupa | Nemzetközi | Nemzetközi | Összesen | Összesen |
| Klub                   | Szezon   | Osztály      | Meccs     | Gól       | Meccs | Gól  | Meccs      | Gól        | Meccs    | Gól      |
| ---------------------- | -------- | ------------ | --------- | --------- | ----- | ---- | ---------- | ---------- | -------- | -------- |
| Queens Park Rangers    | 2017–18  | Championship | 4         | 1         | 3     | 0    | —          | —          | 7        | 1        |
| Queens Park Rangers    | 2018–19  | Championship | 4         | 0         | 4     | 0    | —          | —          | 8        | 0        |
| Queens Park Rangers    | 2019–20  | Championship | 41        | 4         | 4     | 1    | —          | —          | 45       | 5        |
| Queens Park Rangers    | 2020–21  | Championship | 45        | 8         | 2     | 0    | —          | —          | 47       | 8        |
| Queens Park Rangers    | 2021–22  | Championship | 39        | 9         | 4     | 0    | —          | —          | 43       | 9        |
| Queens Park Rangers    | 2022–23  | Championship | 40        | 5         | 2     | 0    | —          | —          | 42       | 5        |
| Queens Park Rangers    | Összesen | Összesen     | 173       | 27        | 19    | 1    | 0          | 0          | 192      | 28       |
| Stevenage (kölcsönben) | 2018–19  | League Two   | 16        | 6         | 0     | 0    | —          | —          | 16       | 6        |
| Összesen               | Összesen | Összesen     | 189       | 33        | 19    | 1    | 0          | 0          | 208      | 34       |

### A válogatottban
| Válogatott | Év       | Pályára lépés | Gól |
| ---------- | -------- | ------------- | --- |
| Marokkó    | 2021     | 7             | 1   |
| Marokkó    | 2022     | 5             | 0   |
| Marokkó    | 2023     | 1             | 0   |
| Összesen   | Összesen | 13            | 1   |

#### Góljai a válogatottban
| # | Időpont          | Helyszín                              | Ellenfél      | Gólok | Eredmény | Kiírás               |
| - | ---------------- | ------------------------------------- | ------------- | ----- | -------- | -------------------- |
| 1 | 2021. október 6. | Stade Moulay Abdallah, Rabat, Marokkó | Bissau-Guinea | 3–0   | 5–0      | 2022-es VB-selejtező |